# John Eaton (compositeur)
Pour les articles homonymes, voir Eaton.
Pour le politicien, voir John Eaton (politicien).
John Charles Eaton, né le 30 mars 1935 à Bryn Mawr et mort le 2 décembre 2015 à New York, est un compositeur américain de musique contemporaine.

## Biographie
Né à Bryn Mawr en Pennsylvanie, Eaton fréquente l'université de Princeton où il obtient son diplôme en 1957. Il vit ensuite à Rome (1957-1968), retournant à Princeton pour obtenir un doctorat en 1970. Il occupe ensuite des postes de professeur à l'université de l'Indiana (1970-1992) et à l'université de Chicago (1989-1999).
John Eaton est un compositeur éminent de la musique microtonale et a travaillé avec Paul Ketoff et Robert Moog dans les années 1960 pour développer plusieurs types de synthétiseurs. Il a notamment participé au développement, à l'utilisation et finalement à la commercialisation infructueuse du SynKet. Il a conçu un genre de composition appelé « opéra de poche », des opéras composés pour un petit casting de chanteurs et un groupe de musique de chambre, et a composé des œuvres d'opéra de poche comme Peer Gynt, Let's Get This Show on the Road et The Curious Case of Benjamin Button.
Ses opéras incluent Le Cri de Clytemnestre (1980), un récit de certains des événements entourant la guerre de Troie du point de vue de l'épouse d'Agamemnon, Clytemnestre, qui a été salué comme le premier opéra féministe. Il est créé à Bloomington, à l'Indiana University Opera Theatre, le 1er mars 1980, et a reçu un certain nombre de productions ultérieures, notamment à New York et en Californie. L'opéra d'Eaton, La Tempête, sur un livret d'Andrew Porter d'après William Shakespeare, a été créé à l'opéra de Santa Fe le 27 juillet 1985, puis présenté à l'automne 1986 à l'Indiana University School of Musique.
Au cours de sa carrière à l'université de Chicago, John Eaton s'est concentré sur des œuvres pour de plus petits ensembles, y compris des opéras de chambre impliquant une participation dramatique des instrumentistes aux côtés des chanteurs. Il a fondé et dirigé The Pocket Opera Players, une troupe professionnelle dédiée à la performance de ses œuvres dans ce genre, et occasionnellement celles de compositeurs intéressés par la forme. Il a continué à diriger les Pocket Opera Players à New York, après sa retraite de Chicago en 2001. Il a été récipiendaire du prix de Rome, d'une bourse Guggenheim et d'une bourse MacArthur.
John Eaton décède le 2 décembre 2015 des suites d'une hémorragie cérébrale. Son épouse Nelda Nelson-Eaton et ses deux enfants, Estela et Julian, lui survivent.

## Opéras
- Ma Barker (écrit 1957–58)
- Herakles (écrit 1964 ; 10 octobre 1968, Turin)
- Myshkin (23 avril 1973 Bloomington, Ind.)
- Le Lion et Androclès (écrit 1973 ; 1er mai 1974 Indianapolis)
- Danton et Robespierre (écrit 1978 ; 21 avril 1978 Bloomington)[8]
- Le Cri de Clytemnestre (écrit de 1979 à 1980 ; 1er mars 1980 Bloomington)
- La Tempête (écrit de 1983 à 1985 ; 27 juillet 1985 à Santa Fe)[9]
- Le révérend Jim Jones (écrit 1989)
- Let's Get This Show on the Road (écrit en 1993)
- Golk (écrit 1995)
- Antigone (écrit 1999)
- . . . inasmuch (écrit 2002)
- King Lear (écrit 2003-2004)